# NGC 7559-2
NGC 7559-2 في الفهرس العام الجديد، هي مجرة، تقع في كوكبة الفرس الأعظم. اكتشفت بواسطة ويليام هيرشل.

## روابط خارجية
- NGC 7559-2 على موقع ويكي سكاي: DSS2, SDSS, GALEX, IRAS, Hydrogen α, X-Ray, Astrophoto, Sky Map, Articles and images